# Mercedes-Benz O 317
Le O 317 est un modèle d’autobus à plancher surélevé de Mercedes-Benz que Daimler-Benz AG a fabriqué de 1957 à 1972 et en tant que châssis jusqu’en 1976. Après l’O 321, l’O 317 est le deuxième modèle d’autobus autoportant de Daimler-Benz, mais contrairement à l’O 321, l’O 317 était uniquement conçu en tant qu’autobus urbain et interurbain. Daimler-Benz ne construisait que des autobus simples, des entreprises de carrosserie externes telles que Vetter ou Gebr. Ludewig construisait également des autobus articulés, des autobus à un étage et demi et des autobus à deux étages.

## Modèles
Trois modèles de base d’autobus simple à deux essieux ont été construits sur le châssis de l’O 317 : deux modèles de 12 mètres de long, différant par la puissance du moteur, tous deux appelés O 317, et le modèle à empattement raccourci, l’O 317 K de 11,2 mètres de long, introduit en 1963. Il existe également des autobus à un étage et demi et articulés construits par d’autres entreprises et des autobus dotés de carrosseries spéciales. Les autobus étaient disponibles avec différentes dispositions de sièges et de portes; il y avait des portes pliantes vers l’intérieur en deux, trois ou quatre parties.

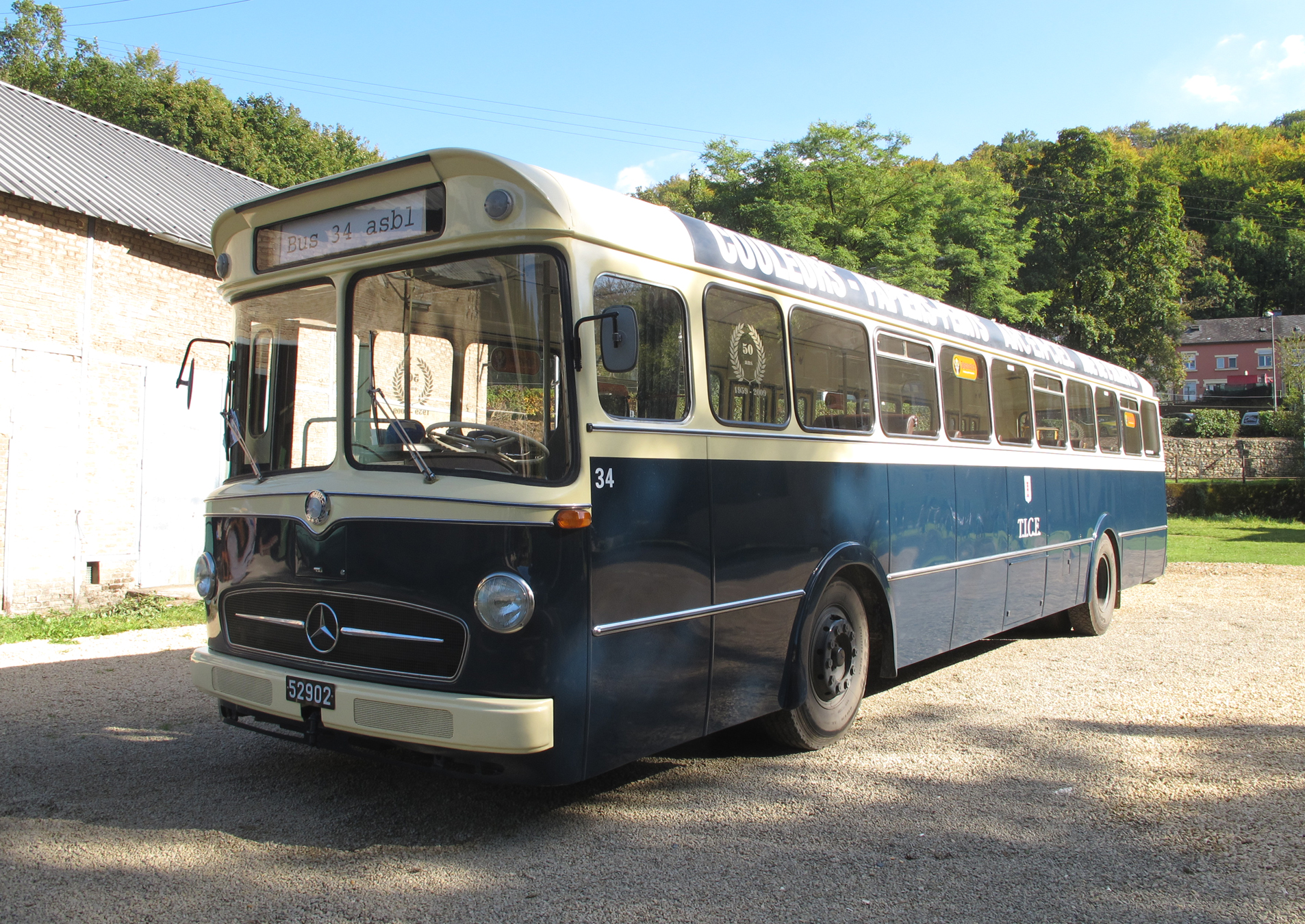
O 317, avant le premier lifting (1959)
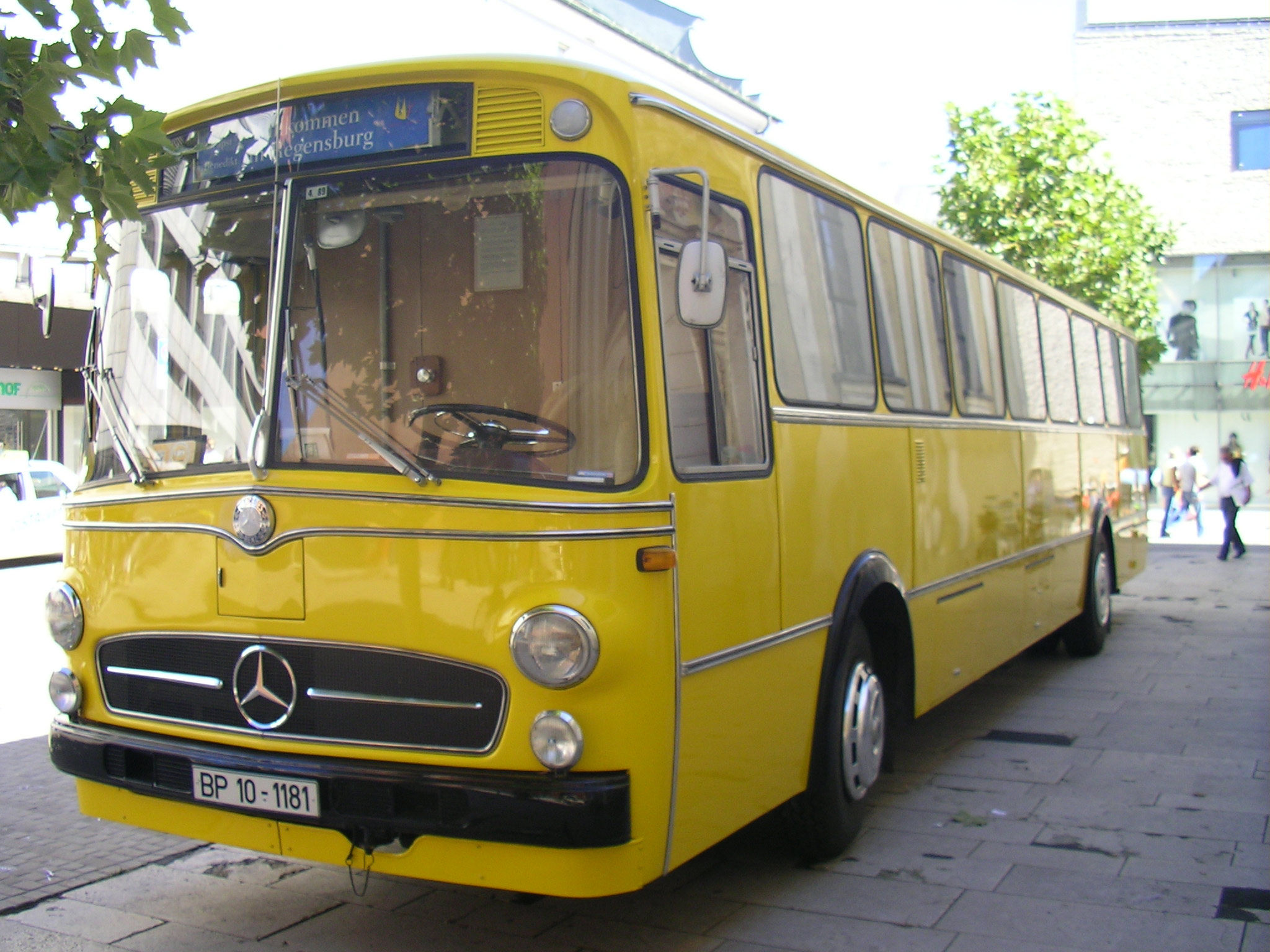
O 317 après le deuxième lifting(1966)
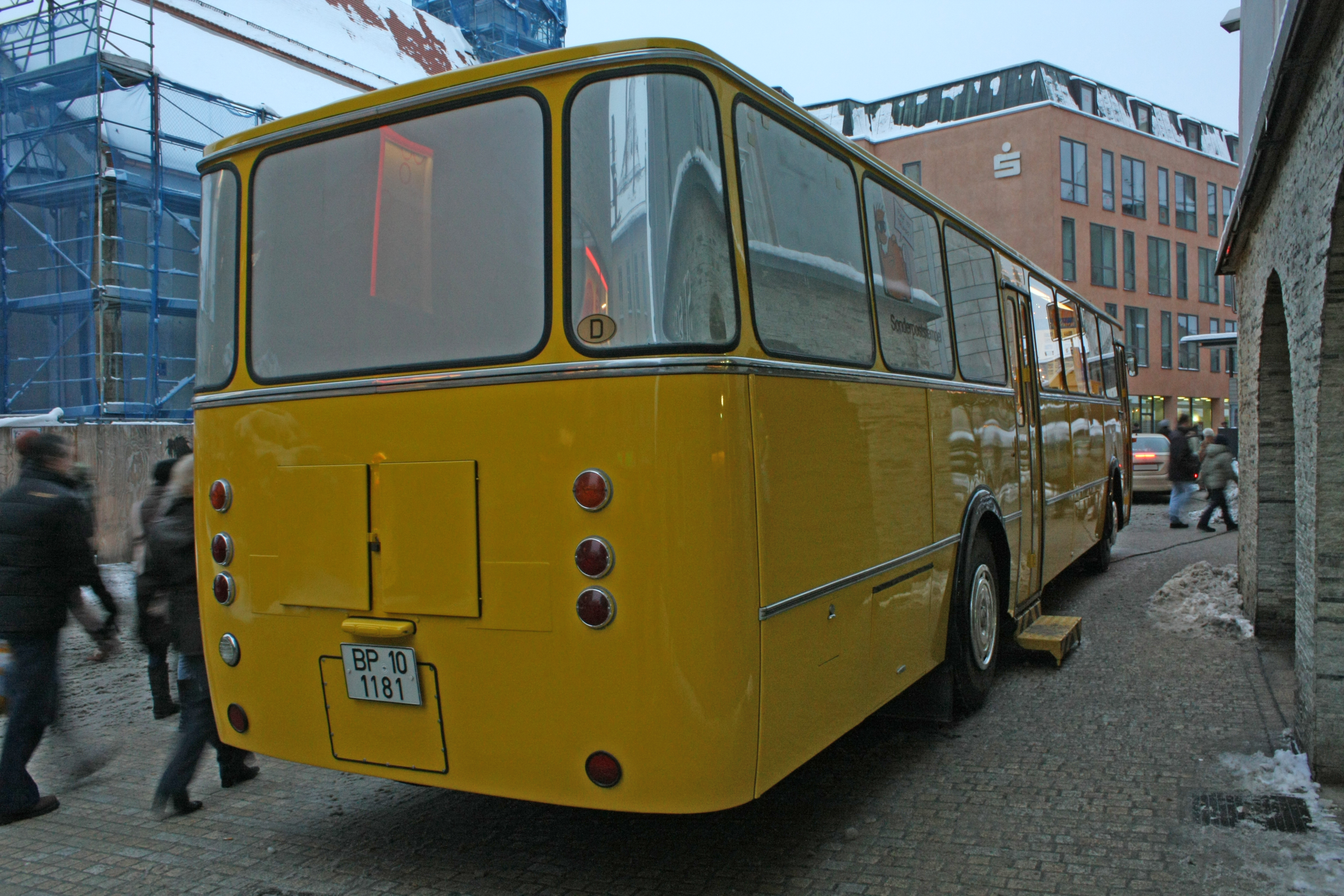
O 317 après le deuxième lifting, vue arrière
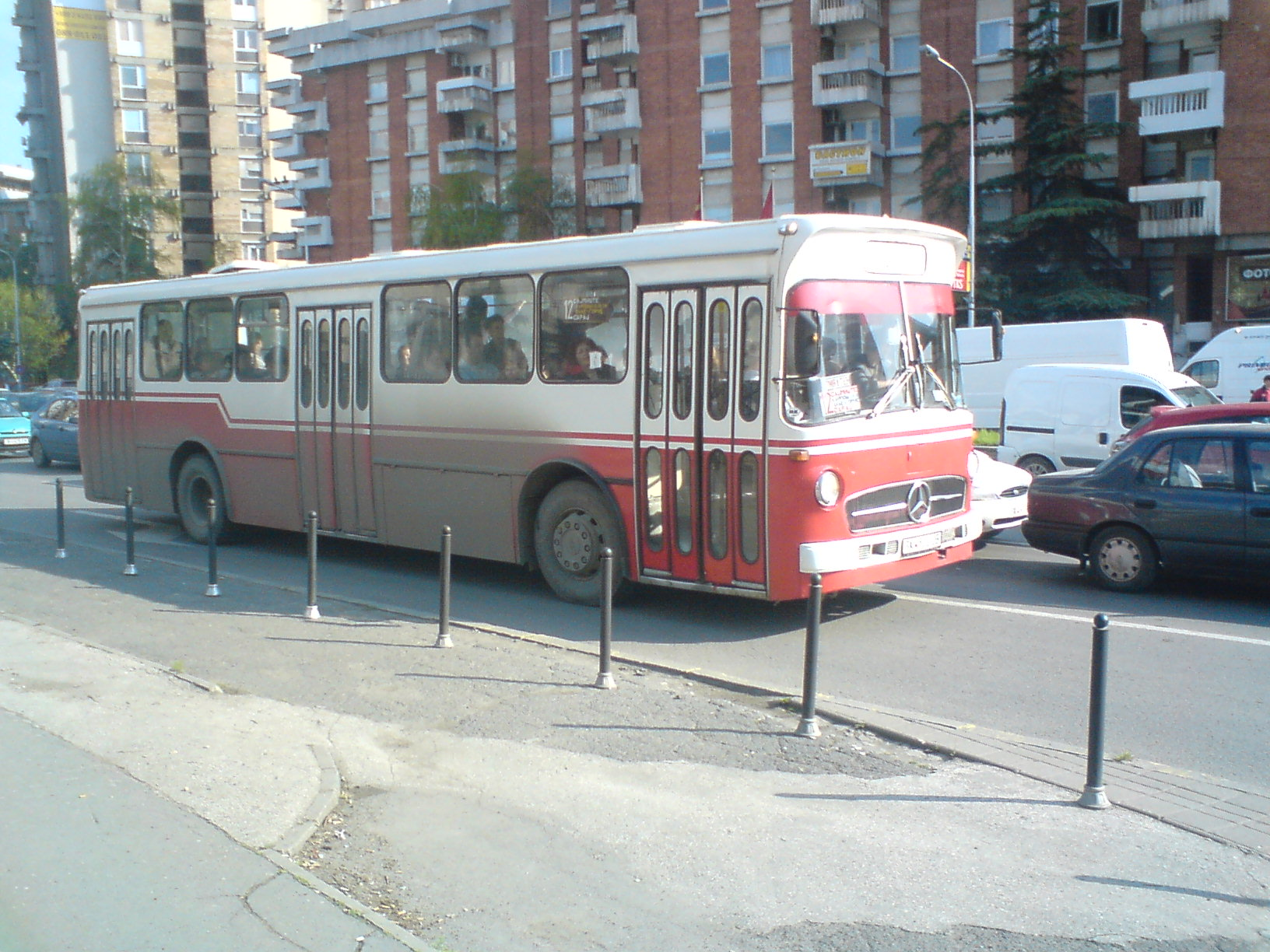
O 317 avec carrosserie construite par un carrossier, photo prise à Skopje (Macédoine du Nord)
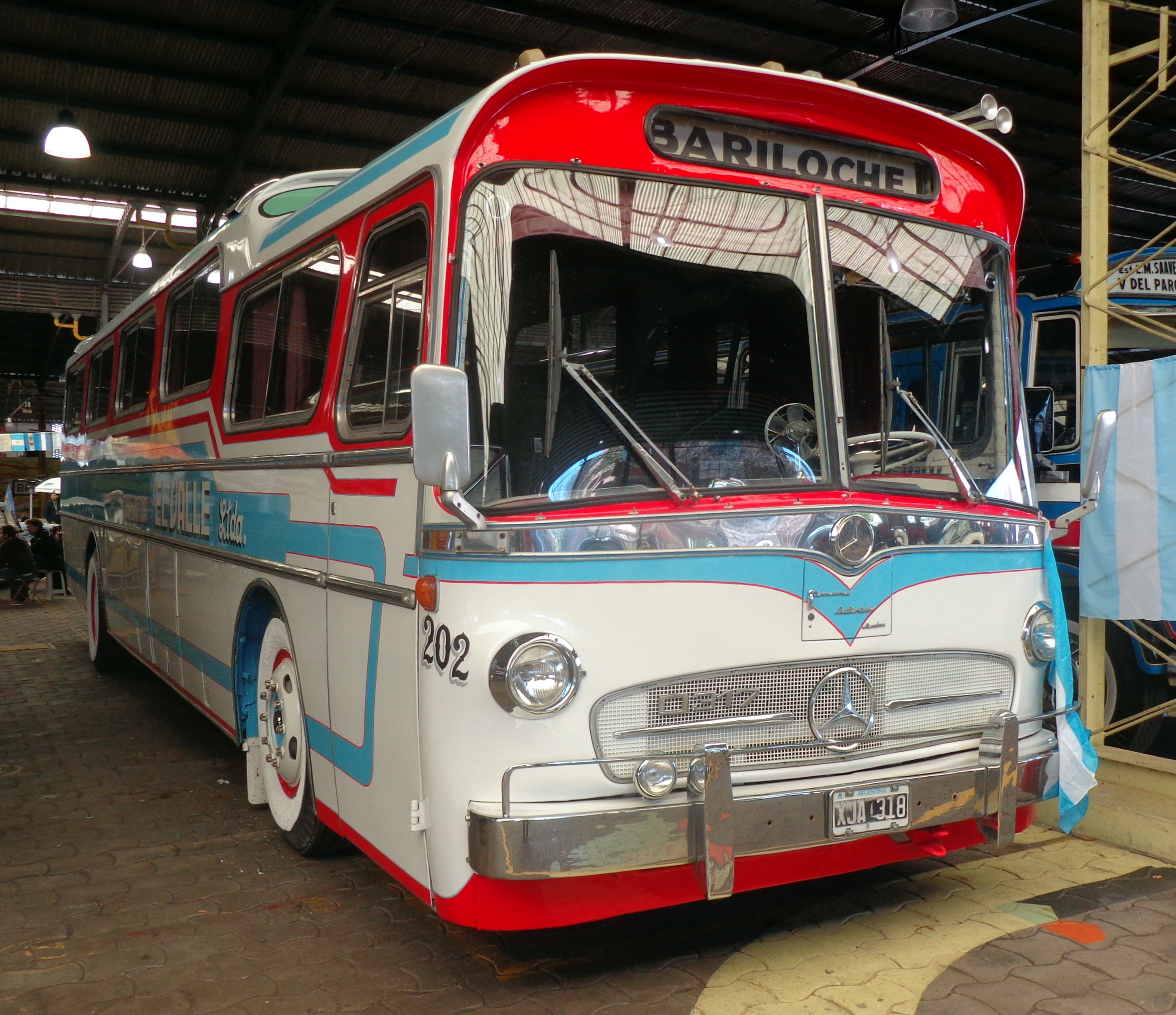
O 317 en Argentine avec carrosserie construite par un carrossier
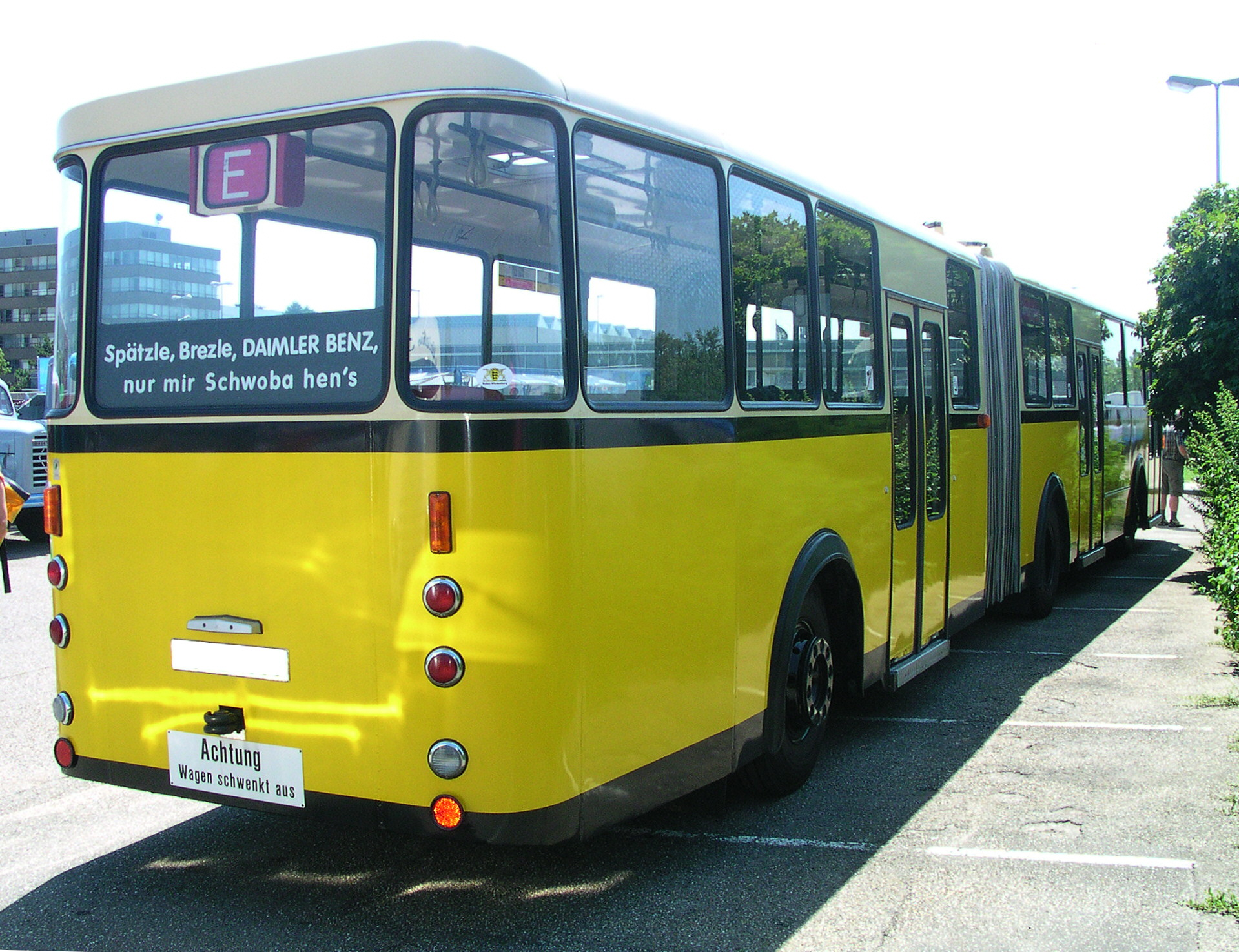
Autobus articulé O 317 de Vetter
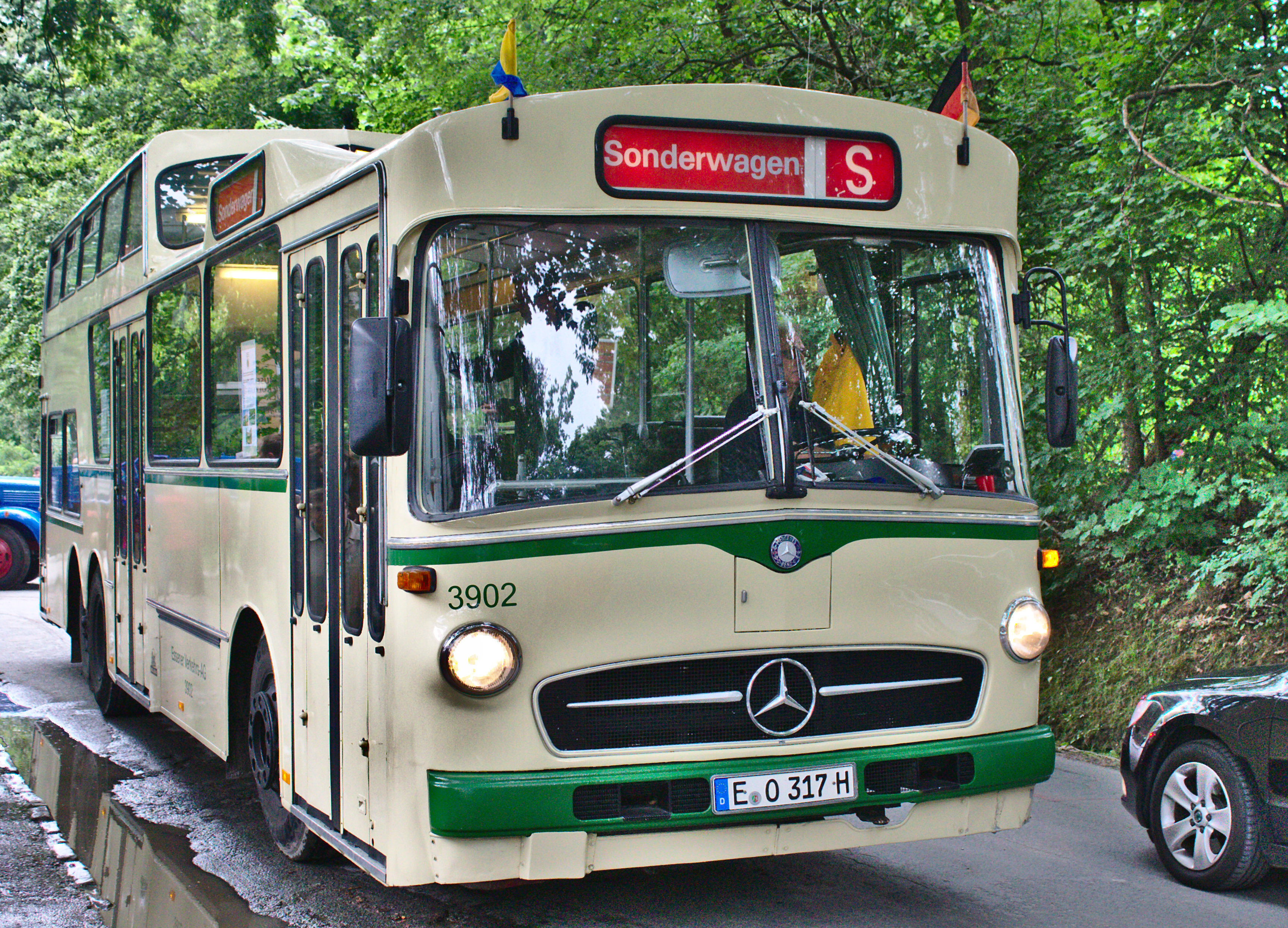
O 317 avec troisième essieu et carrosserie à un étage et demi
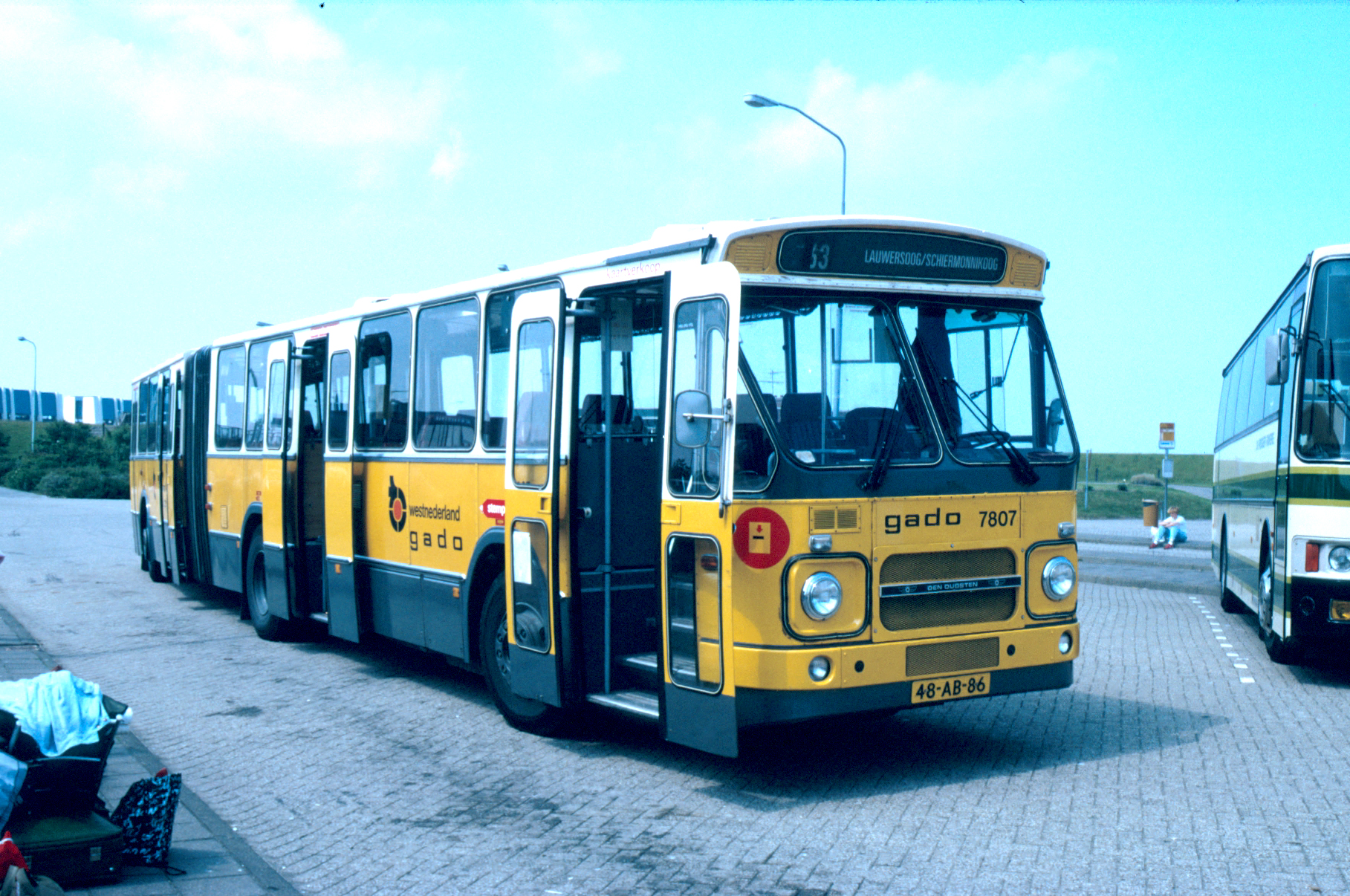
O 317 avec carrosserie d’autobus articulé à Den Oudsten aux Pays-Bas

### Aperçu de la chronologie
- 1957 : présentation de l’O 317, longueur de 12 m, moteur Diesel OM 326 à préchambre, puissance de 200 ch DIN (147 kW)
- 1958 : ajout du modèle avec une puissance moteur de 172 ch DIN (126,5 kW)
- Été 1960 : moteur de 192 ch DIN (141 kW) disponible sur demande
- Été 1961 : premier lifting, modifications notamment sur la partie avant, bord du toit tiré plus bas, pare-brise incurvé, indicateur latéral de destination sur les portes arrière ou avant. Moteur de 172 ch retiré de la gamme
- 1963 : introduction du modèle O 317 K avec un empattement raccourci de 11,2 m
- 1964 : nouveau moteur OM 346 à injection directe de 185 ou 210 ch DIN (136 ou 154,5 kW), en plus de la porte d’entrée à deux vantaux (largeur libre de 735 mm), l’O 317 K dispose également d’une nouvelle porte à trois vantaux d’une largeur libre de 1 130 mm[2]
- 1966 : deuxième lifting, agrandissement des surfaces vitrées et bords de toit plus élevés, échangeur de chaleur supplémentaire pour le chauffage
- 1972 : arrêt de la production des modèles vendus sous la marque Mercedes-Benz
- 1976 : arrêt définitif de la production de groupes de châssis pour des entreprises de carrosserie tierce
- 1977 Une autre source mentionne décembre 1977 comme la fin de la production
- 1979 À partir de 1979, 106 autobus étaient encore produits en Yougoslavie

## Description technique
Le O 317 est un autobus simple à plancher surélevé avec deux essieux. La carrosserie est soudée au plancher et est autoportante. Le moteur Diesel est installé sous le plancher entre les essieux; Des entreprises de construction de carrosseries externes ont pu attacher une remorque non entraînée pour créer un autobus articulé avec un entraînement sur l’essieu central, ce qu’on appelle un extracteur. L’état technique de l’autobus simple O 317 de 1957 construit par Daimler-Benz est décrit ci-dessous.
Les deux essieux de l’autobus sont des essieux rigides guidés par des guidons, amortis par deux ressorts pneumatiques à l’avant et quatre à l’arrière. Quatre amortisseurs télescopiques sont installés sur les deux essieux pour l’amortissement. Alors que l’essieu avant est équipé de pneus simples, l’essieu arrière est équipé de pneus doubles. Les pneus eHD de taille 11 sont montés sur des jantes à épaulement inclinées de taille 8-20. Le freinage s’effectue avec un frein Westinghouse de Daimler-Benz, qui utilise de l’air comprimé pour agir sur des tambours de frein d’un diamètre de 370 mm sur les quatre roues. La direction est une direction hydraulique de ZF, l’O 317 n’était disponible qu’en conduite à gauche.
Le moteur est l’OM 326, un moteur Diesel six cylindres en ligne à préchambre, non suralimenté, à quatre temps, avec refroidissement à eau et commande de soupape. Le moteur a une cylindrée de 10,8 litres et produit 200 ch DIN (147 kW). Il est installé sous le plancher devant l’essieu arrière et transmet le couple via un embrayage à sec monodisque Fichtel & Sachs G 70 KR à une transmission mécanique à quatre vitesses avant non synchronisée de type G 32/70-4 de Daimler-Benz. Il est bloqué au moteur. Une transmission à convertisseur Hydromedia de ZF à trois vitesses était également disponible en option. Seules les roues arrière sont motorisées.

## Production O 317
| Année                                                     | 1958 | Jusqu’à | 1977 | total |  | 1979 | total |
| --------------------------------------------------------- | ---- | ------- | ---- | ----- |  | ---- | ----- |
| O 317                                                     | *    |         | *    | 3550  |  |      |       |
| O 317 Châssis pour carrossiers                            | *    |         | *    | 3740  |  |      |       |
| O 317 Kits de pièces pour la Yougoslavie à partir de 1979 |      |         |      |       |  | 106  | 106   |